# Heliangelus
Heliangelus  (zonnekolibries) is een geslacht van vogels uit de familie kolibries (Trochilidae) en de geslachtengroep Lesbiini (komeetkolobries). Het geslacht telt 9 soorten.

## Taxonomie
- Heliangelus amethysticollis  –  Amethistzonnekolibrie
- Heliangelus clarisse  –  Longuemares zonnekolibrie
- Heliangelus exortis  –  Toermalijnzonnekolibrie
- Heliangelus mavors  –  Oranjekeelzonnekolibrie
- Heliangelus micraster  –  Kleine zonnekolibrie
- Heliangelus regalis  –  Peruaanse zonnekolibrie
- Heliangelus spencei  –  Méridazonnekolibrie
- Heliangelus strophianus  –  Gekraagde zonnekolibrie
- Heliangelus viola  –  Violetkeelzonnekolibrie

Controversiële soort, niet meer op IOC World Bird List:
- Heliangelus zusii  –  Zusi's zonnekolibrie